# Języki barito
Języki barito – grupa języków austronezyjskich używanych w Indonezji, w południowo-wschodniej części wyspy Borneo. Język malgaski funkcjonuje na Madagaskarze, gdzie jest objęty statusem języka państwowego. Nazwa grupy językowej pochodzi od nazwy rzeki Barito.
Istnienie grupy barito zaproponował Alfred B. Hudson w 1967 roku. Badacz wyróżnił następujące gałęzie:
- Języki barito-mahakam (tunjung)
- Języki barito zachodnie
  - Grupa północno-zachodnia
  - Grupa południowo-zachodnia
- Języki barito wschodnie
  - Grupa północno-wschodnia
  - Grupa centralno-wschodnia
  - Grupa południowo-wschodnia

Język malgaski, wywodzący się z Borneo, został przeniesiony na Madagaskar w wyniku migracji, która nastąpiła nie wcześniej niż w VII w. n.e. W 1951 r., jeszcze przed wyróżnieniem rodziny barito, malgaski został powiązany z językiem ma’anyan, przedstawicielem języków barito wschodnich.
A.D. Smith (2018) kwestionuje istnienie grupy barito i wspólnego prajęzyka, z którego miałyby wywodzić się te języki . K.A. Adelaar (2005) wyróżnia trzy odrębne grupy (barito-mahakam, barito wschodnie, barito zachodnie). R. Blust (2005, 2013) postuluje możliwość istnienia większej grupy barito (ang. Greater Barito), obejmującej także języki sama-bajaw z Filipin (o ile stwierdzone podobieństwa między sama-bajaw a barito nie wynikają z zapożyczania).
Najlepiej poznany spośród tych języków to malgaski, któremu poświęcono kompleksowy zasób literatury lingwistycznej (słowniki, opracowania opisowe, prace dialektologiczne, analizy socjolingwistyczne itp.). Dość dobrze udokumentowany został również język ngaju z Borneo, po raz pierwszy opisany w II poł. XIX w.
Użytkownicy języków barito w Indonezji posługują się również językiem banjar (z grupy języków malajskich), który dominuje w różnych zakątkach Kalimantanu, charakteryzuje się dużą ekspansywnością (na niekorzyść mniejszych języków etnicznych) i służy jako środek komunikacji międzyetnicznej, obok języka indonezyjskiego. 